# Зуёнок, Василий Васильевич
Василий Васильевич Зуёнок (бел. Васіль Васільевіч Зуёнак; род. 3 июня 1935, д. Мачулище, Крупский район, Минская область) — белорусский советский поэт, переводчик. Лауреат Премии Ленинского комсомола Белорусской ССР (1974). Лауреат Государственной премии Белорусской ССР имени Янки Купалы (1982). Член Союза писателей СССР (1966). Кандидат филологических наук (1973). Почётный член Национальной академии наук Беларуси (2000).

## Биография
Родился в крестьянской семье в деревне Мачулищи Крупского района Минской области Белоруссии. Окончил Борисовское педагогическое училище (1954).
Окончил отделение журналистики филологического факультета Белорусского государственного университета (1959). Работал в редакции газеты «Рабочае юнацтва» (Минск), в 1960—1966 годах — в газете «Пионер Беларуси». В 1966—1972 годах являлся заместителем, в 1978—1982 годах — главным редактором литературного журнала «Маладосць», в 1972—1978 годах — главным редактором детского журнала «Бярозка», в 1982—1989 годах — секретарь, в 1990—1998 годах — председатель Союза писателей Беларуси.

## Творчество
Дебютировал в 1954 году. Творчество В. Зуёнка имеет широкий жанровый диапазон: от поэтического шаржа до поэмы.
Переводит на белорусский с русского, украинского, болгарского, польского, словацкого, сербского языков. Вышла книга избранных переводов «3нічкі сямі нябёс» (Минск, 1992).
Стихи В. Зуёнка переводились на английский, болгарский, польский, словацкий и другие языки. Вместе с Р. Барадулином перевёл книгу стихов У. Лучука "Озера-Бульдозера" (1978).
Про творчество В. Зуёнка писали Р. Бородулин, В. Короткевич, В. Колесник, П. Панченко, О. Лойка, А. Вертинский и другие.
Защитил диссертацию кандидата филологических наук на тему «Публицистика и лирика : гражданская поэзия на страницах современной белорусской периодики» (1973).

### Сборники поэзии
- Книга лирики бел. «Крэсіва» («Огниво») (1960)
- Книга лирики бел. «Крутаяр» («Крутояр») (1969)
- Книга лирики бел. «Сяліба» («Жилище») (1973)
- Книга юмористических стихов бел. «Качан на п’едэстале» («Качан на пьедестале») (1973)
- Книга лирики бел. «Нача» («Нача») (1975)
- Книга лирики бел. «Маўчанне травы» («Молчание травы») (1980)
- Книга лирики бел. «Час вяртання» («Время возвращения») (1981)
- Книга лирики бел. «Світальныя птушкі» («Рассветные птицы») (1982)
- Книга лирики бел. «Лукам’е» («Лукомье») (1984)
- Книга лирики бел. «Жніўны дзень: Выбранае» («Жатвенный день: Избранное») (1985)
- Книга лирики бел. «Вызначэнне» («Определение») (1987)
- Книга лирики бел. «Лета трывожных дажджоў» («Лето тревожных дождей») (1990)
- Книга лирики бел. «Чорная лесвіца» («Черная лестница») (1992)
- Книга лирики бел. «Пісьмы з гэтага свету» («Письма с этого света») (1995)
- Избранное бел. «Выбраныя творы : У 2 т.» («Избранные произведения : В 2 т.») (1996—1998)

### Книги для детей
- Книга рассказов бел. «Любіць прыроду — любіць Радзіму» («Любить природу — любить Родину») (1962)
- Книга рассказов бел. «Працай славіцца чалавек» («Трудом славится человек») (1963)
- Книга стихов бел. «Вясёлы калаўрот» («Весёлый круговорот») (1965)
- Книга стихов бел. «Жылі-былі пад вадой» («Жили-были под водой») (1969)
- Книга стихов бел. «Сонечны клубочак : Вершы, загадкі» («Солнечный клубочек : Загадки») (1972)
- Книга стихов бел. «Будзем сілы набірацца» («Будем силы набираться») (1974)
- Книга стихов бел. «Шапка-ўсёвідзімка» («Шапка-всевидимка») (1983)
- Книга стихов бел. «Хата, поўная гасцей» («Дом, полный гостей») (1987)
- Книга стихов бел. «Бадзірог» («Забодайрог») (1995)
- Книга стихов бел. «Па ельнічку, па бярэзнічку: Беларускія грыбы ў вершах і малюнках» («По ельнику, по березнику: Белорусские грибы в стихах и рисунках») (1996)
- Книга стихов бел. «Рэха: Вершы, загадкі, пацешкі» («Эхо: Стихи, загадки, потешки») (2003)

### Публицистика и критика
- книга литературно-критических статей бел. «Лінія высокага напружання» («Линия высокого напряжения») (1983)
- книга литературно-критических статей бел. «Паміж небам і зямлёй : літаратурна-лінгвістычныя эсэ, эцюды, падарожныя нататкі» («Между небом и землей : литературно-лингвистические эссе, этюды, очерки») (2009)

### Издания Василия Зуёнка в переводе на русский язык
- Зуёнок, В. В. Основа / В. В. Зуёнок; пер. с бел. И. Бурсова. — Москва : Молодая гвардия, 1972. — 288 с.
- Зуёнок, В. В. Жили-были под водой / В. В. Зуёнок; пер. с бел. И. Бурсова. — Минск : Юнацтва, 1982. — 114 с.

## Награды
- Премия Ленинского комсомола Белорусской ССР (1974) за книгу стихов «Сяліба».
- Государственная премия Белорусской ССР имени Янки Купалы (1982) за поэму «Маўчанне травы».
- Орден Трудового Красного Знамени (1989).
- Медали.